# André Persiani
Le pianiste de jazz français André Persiani, né le 19 novembre 1927 à Paris, est décédé le 2 janvier 2004 d'un cancer du foie à Angers à l'âge de 76 ans.
André Persiani se donnait comme pseudonyme le nom d'André Persiany.
Il a enregistré notamment avec Bill Coleman, Buck Clayton, Mezz Mezzrow, Lionel Hampton, Big Bill Broonzy, Albert Nicholas et Sidney Bechet.
Il a été l'arrangeur d'Henri Salvador et de Boris Vian.
Il est le père du contrebassiste Stéphane Persiani.

## Récompenses
- Prix "Jazz Hot" 1956
- "Grand Prix du Disque 1956-57" de l’Académie Charles-Cros[5] (Pour l’album avec Guy Lafitte : Classiques du Jazz (Vol.1))
- "Prix du disque" du Festival International de Mar Del Plata, 1962[2].

### Biographie
- Persiani André, Ballets de crabes : mémoires d'un musicien de jazz français, Paris, L'Harmattan, coll. « L'écarlate », 2014, 316 p. (ISBN 978-2-336-30546-2, lire en ligne).